# Bezstarostná jízda
Bezstarostná jízda (v originále Easy Rider) je americký film z roku 1969, režírovaný Dennisem Hopperem, který v něm také ztvárnil jednu z hlavních rolí. Tento film se stal jedním ze symbolů šedesátých let. Film byl první velkou příležitostí pro tehdy takřka neznámého Jacka Nicholsona, který byl za roli právníka George Hansona nominován na Oscara za nejlepší herecký výkon ve vedlejší roli. Film pojednává o dvou motorkářích, kteří se na motocyklech Harley-Davidson vydají napříč Spojenými státy.

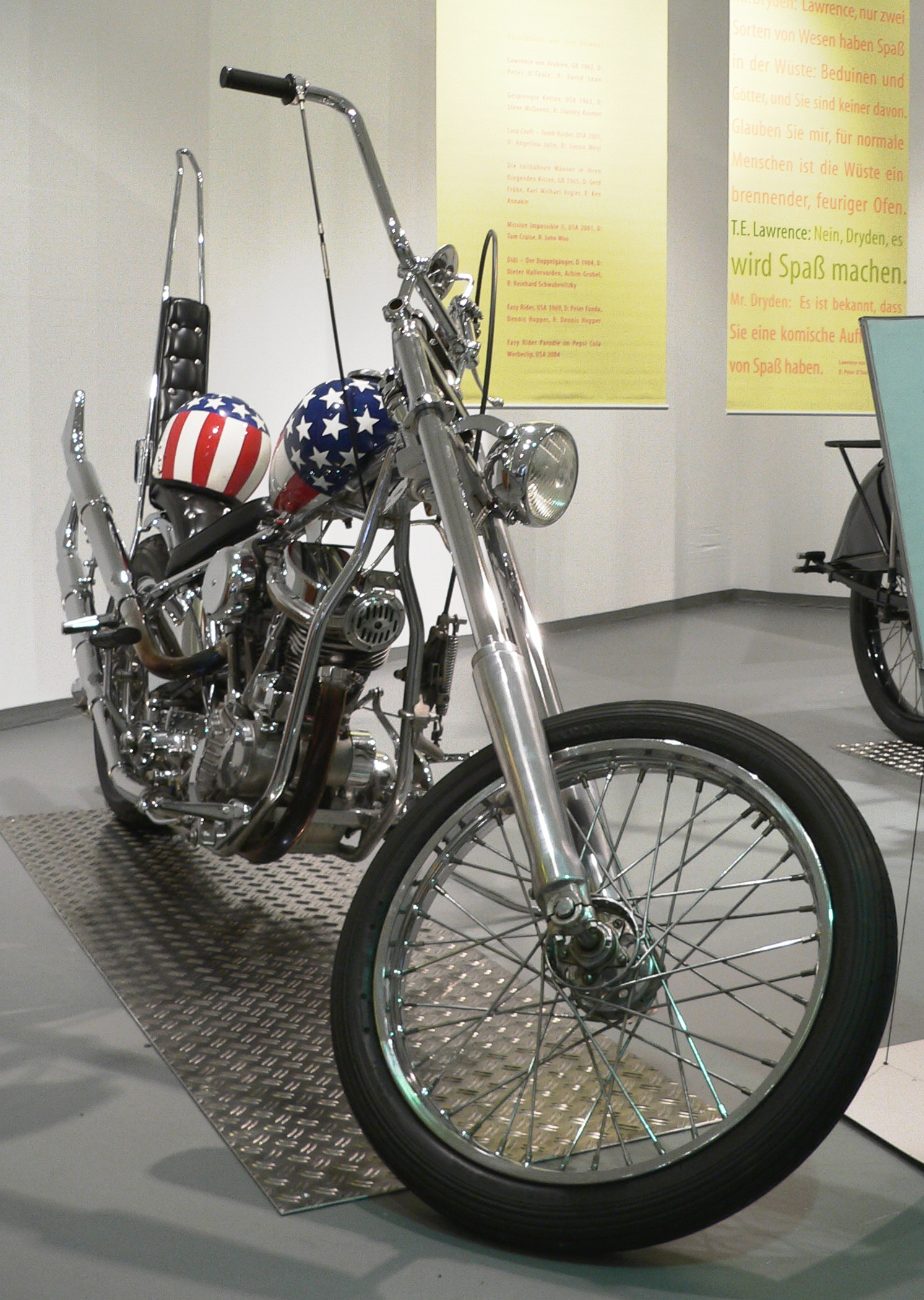
Replika jednoho z motocyklů v německém muzeu

## Tvůrčí štáb
- Režie: Dennis Hopper
- Scénář: Peter Fonda, Dennis Hopper, Terry Southern
- Hrají: Peter Fonda, Dennis Hopper, Jack Nicholson, Luke Askew, Karen Black, Toni Basil, Phil Spector